# Celestial Ocean
Celestial Ocean — третий студийный альбом группы Brainticket, впервые выпущенный в 1973 году.
Тематическую основу альбома составляет древнеегипетская Книга мертвых.

## Характеристика
Альбом написан под влиянием древнеегипетской Книги мертвых. В нём рассказывается история древнего царя, совершающего путешествие по послежизнию сквозь пространство и время. Звучание построено на смешении современных и древних музыкальных инструментов. Синтезаторные звуки, как будто взятые из фантастического фильма 1970-х годов, сплетаются с акустическими звуками флейты и цитры. Первые два трека "Egyptian Kings" и "Jardins" связаны между собой общей мелодией, и они лучшие на альбоме. На них группа создает музыкальный пейзаж с помощью синтезатора и ревербирующей флейты. Вандрогенбрук свои тексты почти нашёптывает, а Мьюриэл повторяет его слова. Вокальная подача в форме вопроса-ответа усиливает экзотичность инструментальной атмосферы.
Хотя воздушные текстуры на Celestial Ocean очень часто и увлекают, тем не менее, многие песни тонут в царстве растянутого самоупоения. Например, на "To Another Universe" Мьюриэл декламирует номера и другие абстрактные понятия под перкуссионное ведение с короткими синтезаторными вспышками. Остальные треки, такие как "Cosmic Wind", не радуют ни какой очевидной мелодией, чем затрудняют прослушивание. Временами песни на Celestial Ocean трудно воспринимать серьёзно. Аналогичные по образу мысли группы того времени, такие как Gong, в своих композициях о космических кораблях и других психоделических темах выходят из положения с помощью лукавства и иронии в текстах. В отличие от них, у Brainticket все серьёзно, и это немного сложнее переварить. Несмотря на эту относительную слабость, в целом Celestial Ocean предлагает интересное звуковое путешествие. Поклонники Brainticket или краут-рока наверняка оценят альбом как весьма достойный, но вряд ли он произведёт впечатление на случайного слушателя.
Хотя альбом был издан в 1974 году, он остается совершенно современным и динамичным, и, вероятно, последним последовательным альбомом Brainticket. После примитивных, обкурено-потусторонних импровизаций первых двух альбомов, на этот раз швейцарский коллектив сделал акцент на монументальные, чувственные электронные синтезаторные ходы и акустические аранжировки (флейта, экзотическая перкуссия, фортепиано). Стиль группы стал ближе классическому прогрессивному року в плане текстов и инструментальной техники, во многом отойдя от космических краут-эссе дебютного альбома. Здесь больше медитативного астрального исследования естественных органических звучаний, творческих гармоний и пространств. Однако, хотя альбом значительно более организован и оркестрован, он все-таки содержит немало привлекающих поклонников краут-рока психоделических вспышек.
"Egyptian Kings" представляет собой гипнотический мир звуков, включая репетативный бас, наркотическую флейту и космическую комбинацию голосов. "Rainbow" – это своего рода электронная рага с хрустальными звуковыми петлями, "The Space Between" – эзотерическая, атмосферическая перкуссионная интерлюдия, а эпическая цветастая "Visions" имеет почти симфоническое звучание.
Музыка представляет собой ранний краут-рок, смешанный с изрядной долей аналоговых и космических синтезаторов. Песни исследуют внешние границы человеческого сознания с разбросанными по ходу несколькими довольно красивыми триповыми моментами. Инструментовка довольно разнообразна, со значительным объёмом космических звуков НАСА и великолепной перкуссией. Это отличное космическое путешествие – путешествие всей жизни.
Сохранив после предыдущего альбома только барабанщика и вокалиста, Йоэл Вандрогенбрук вновь отправляет Brainticket в совершенно ином направлении на третьем альбоме группы. Через два года после выхода Psychonaut эстетика конца 1960-х годов уступает место более экспериментальному и электронному звучанию.
Написанная в характерном стиле группы, первая композиция на альбоме “Egyptian Kings” – очень крепкая вещь с ведущим органным ритмом, нашёптываемым вокалом и неясной атмосферой, более расслабленной и зрелой, чем на предыдущем альбоме. Два следующих трека имеют этнический налёт с выделяющейся партией цитры. “Era of Technology” начинается с большого объёма перкуссии и обработанного человеческого голоса, затем почти что возвращается к наркотическому гулу первого трека, но довольно быстро уступает место контрастному звуку в окончании с вокалом в стиле Уайетта. Каждая новая песня несёт новые идеи, в том числе и “To Another Universe/The Space Between”, что делает альбом свежим и полным неожиданностей. Это электронная композиция, немного напоминающая работы Cluster и Kraftwerk того же периода. Этнический акцент возвращается на “Cosmic Wind”, предлагая задумчивое и сказочное настроение, которое красиво перетекает в “Visions”, где на первый план выходит фортепиано, переводя меланхолическое настроение в тонкую мажорную гармонию. Один из лучших и наиболее целостных альбомов группы.

## Список композиций
1. Egyptian Kings - 5:48
2. Jardins - 2:09
3. Rainbow - 2:51
4. Era of Technology - 7:30
5. To Another Universe - 4:55
6. The Space Between - 3:02
7. Cosmic Wind - 5:23
8. Visions - 5:30

## Состав музыкантов
Кэрол Мьюриэл – вокал, перкуссия, синтезатор, цитра
Барни Пальм – барабаны, перкуссия, вокал, баджа
Йоэл Вандрогенбрук – клавишные, синтезатор, флейта, гитара, вокал